# Університет Мармара

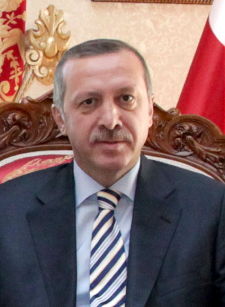
Реджеп Тайїп Ердоган, президент Туреччини, закінчив факультет економіки та адміністративних наук

Університет Мармара (тур. Marmara Üniversitesi) — один із найстаріших і великих університетів Туреччини, де працює близько 2800 викладачів і навчається близько 80 000 студентів, знаходиться в Стамбулі. Університет Мармара є найбільш багатомовним університетом у Туреччині. Викладання ведеться чотирма мовами: турецькою, англійською, німецькою та французькою.

## Кампуси та факультети
Університет Мармара розташований у кількох кампусах, розкиданих по місту Стамбул, основним з яких є кампус Ґьозтепе в Кадикьої.
Університет Мармара є одним з провідних вищих навчальних закладів Туреччини протягом 124 років. Університет має факультети інженерії, медицини та стоматології, де навчальні засоби є турецькою та англійською мовами, факультет економіки та адміністративних наук, який забезпечує освіту п'ятьма мовами: турецькою, англійською, французькою, арабською та німецькою мовами.
Університет Мармара на 2023 рік налічує 66 180 студентів, з яких 44 740 є студентами бакалаврами, 14 600 — магістрами, а 3 814 — аспірантами .
| Кампус                                                               | Факультети |
| -------------------------------------------------------------------- | --- |
| Кампус Аджибадем 16.050 м²                                           | Факультет мистецтв Інститут мистецтв |
| Кампус Анадолухісари 121.991 м²                                      | Факультет фізичного виховання і спорту |
| Кампус Багларбаши 36.707 м²                                          | Факультет теології |
| Кампус Ґьозтепе 149.281 м²                                           | Факультет природничих наук Факультет комунікацій Факультет гуманітарних і суспільних наук Юридичний факультет Вища професійна школа юстиції Вища школа дизайну та виробництва прикрас Факультет прикладних наук - ательє Вища школа іноземних мов Інститут європейських студій Інститут точних наук Інститут тюркологічних досліджень Інстиут ісламської економіки та фінансів Центр безперервного навчання Центр дистанційного навчання Інститут дослідження Середньої Азії та мусульманських країн Інститут соціальних наук Інститут страхування та банківської справи |
| Кампус Картал 1.000 м²                                               | Вища школа лікувальної справи |
| Кампус Комплекс ім. Мехмета Ґенча 292.232,28 м²                      | Факультет прикладних наук - аудиторії й офіси Вища школа технічних наук Вища школа соціальних наук Факультет архітектури Інститут лікувальної справи |
| Комплекс ім. Реджепа Тайїпа Ердогана 2.637.169 м² Кампус Малтепе     | Інженерний факультет Технологічний факультет Педагогічний факультет ім. Ататюрка Економічний факультет Факультет менеджменту Факультет політичних наук Факультет фінансової справи |
| Комплекс ім. Реджепа Тайїпа Ердогана 2.637.169 м² Лікувальний кампус | Медичний факультет Фармакологічний факультет Факультет лікувальної справи Інститут гастроентерології Інститут неврології Освітній, прикладний та дослідницький центр Мармара сімейних лікарів |
| Кампус Султанахмет                                                   | Ректорат Сенат і рада директорів Музей Республіки |

## Міжнародна співпраця
Університет Мармара бере участь у програмах міжнародного обміну Ерасмус, Фарабі та Мевляна. 
У 2023-24 навчальному році за програмою Ерасмус до університету прибув на навчання 451 студент, а за програмою Фарабі — 3.

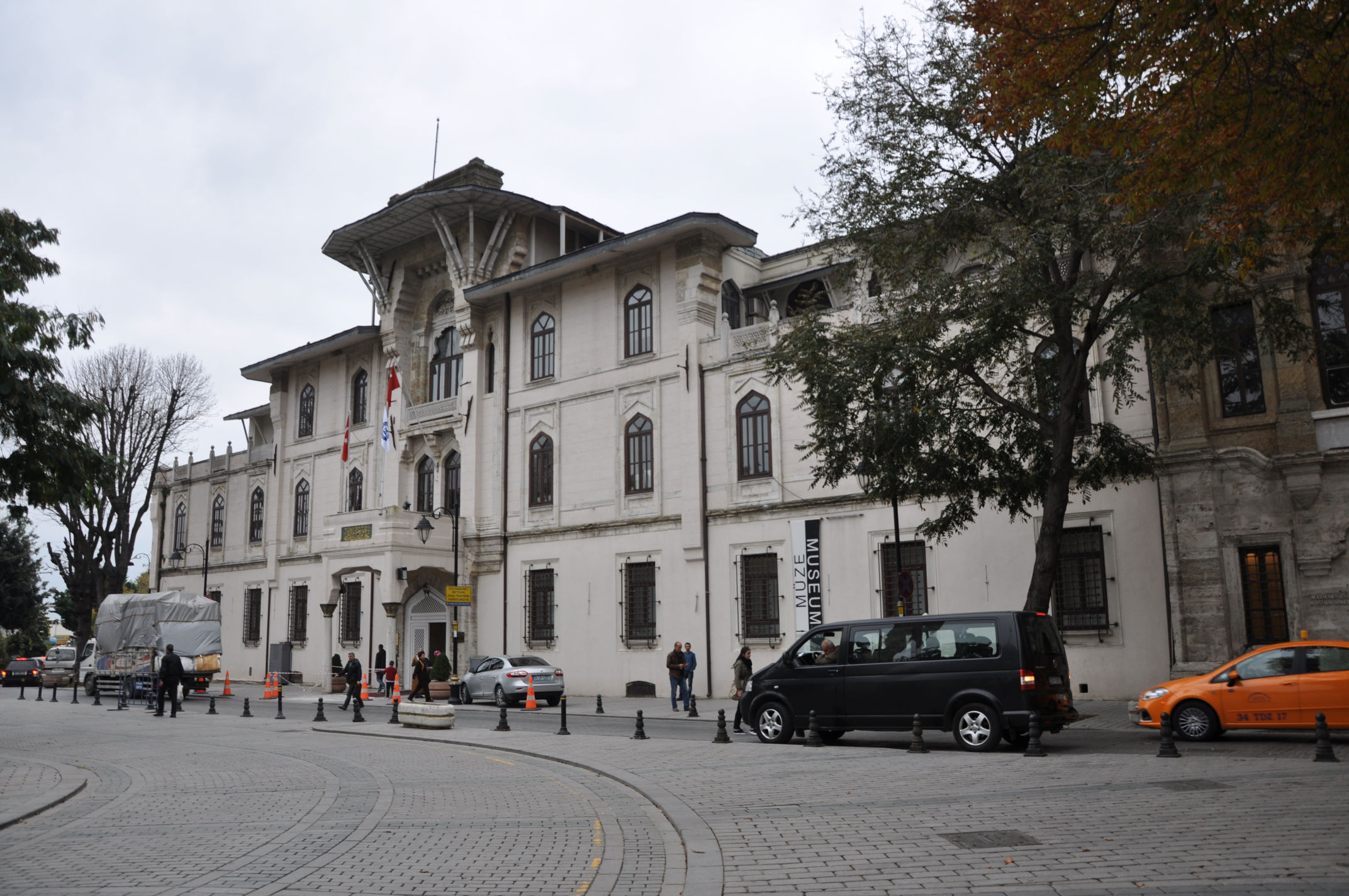
Музей і галерея мистецтв університету Мармара
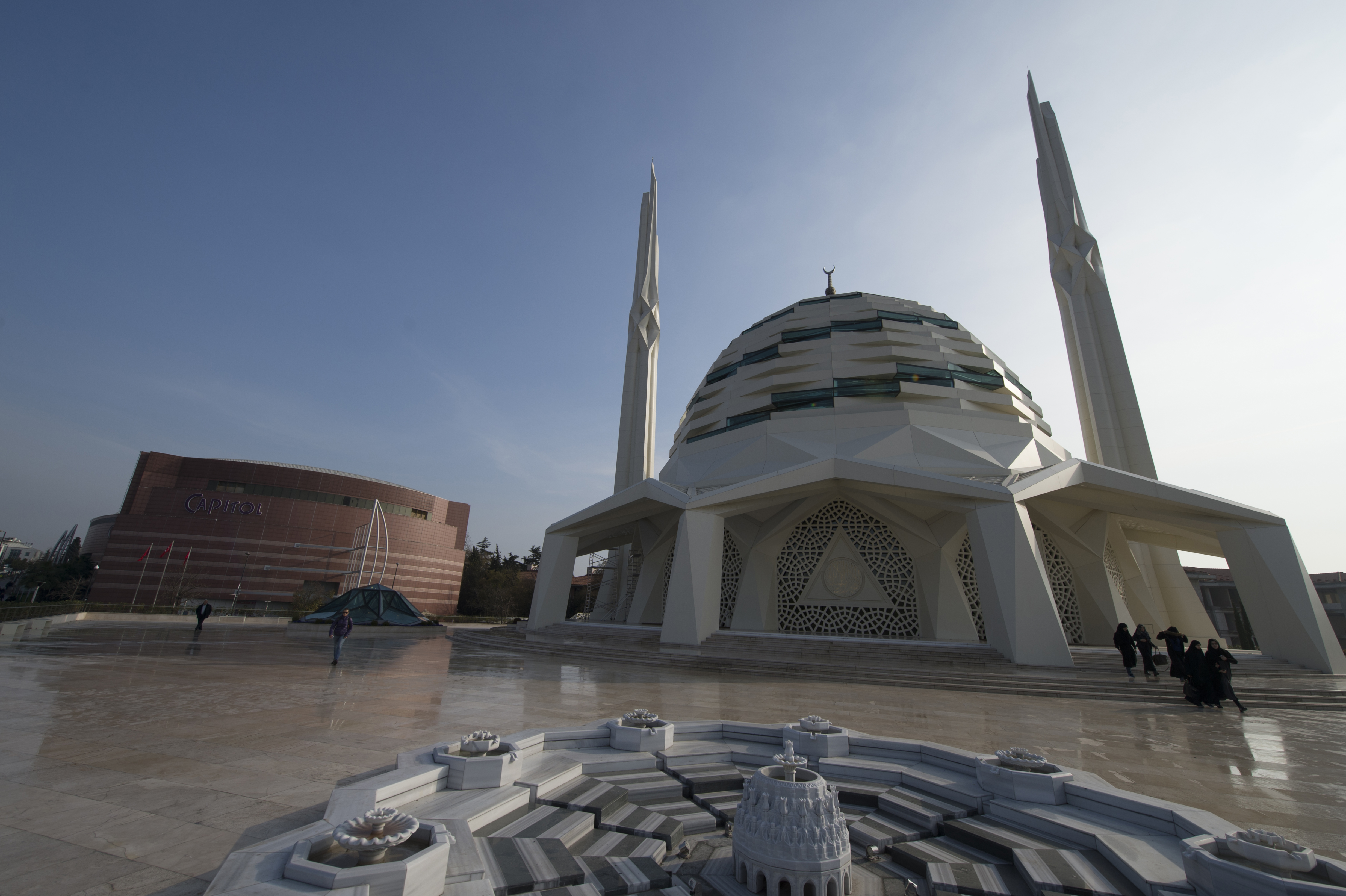
Екстер’єр мечеті теологічного факультету університету Мармара у 2015 році
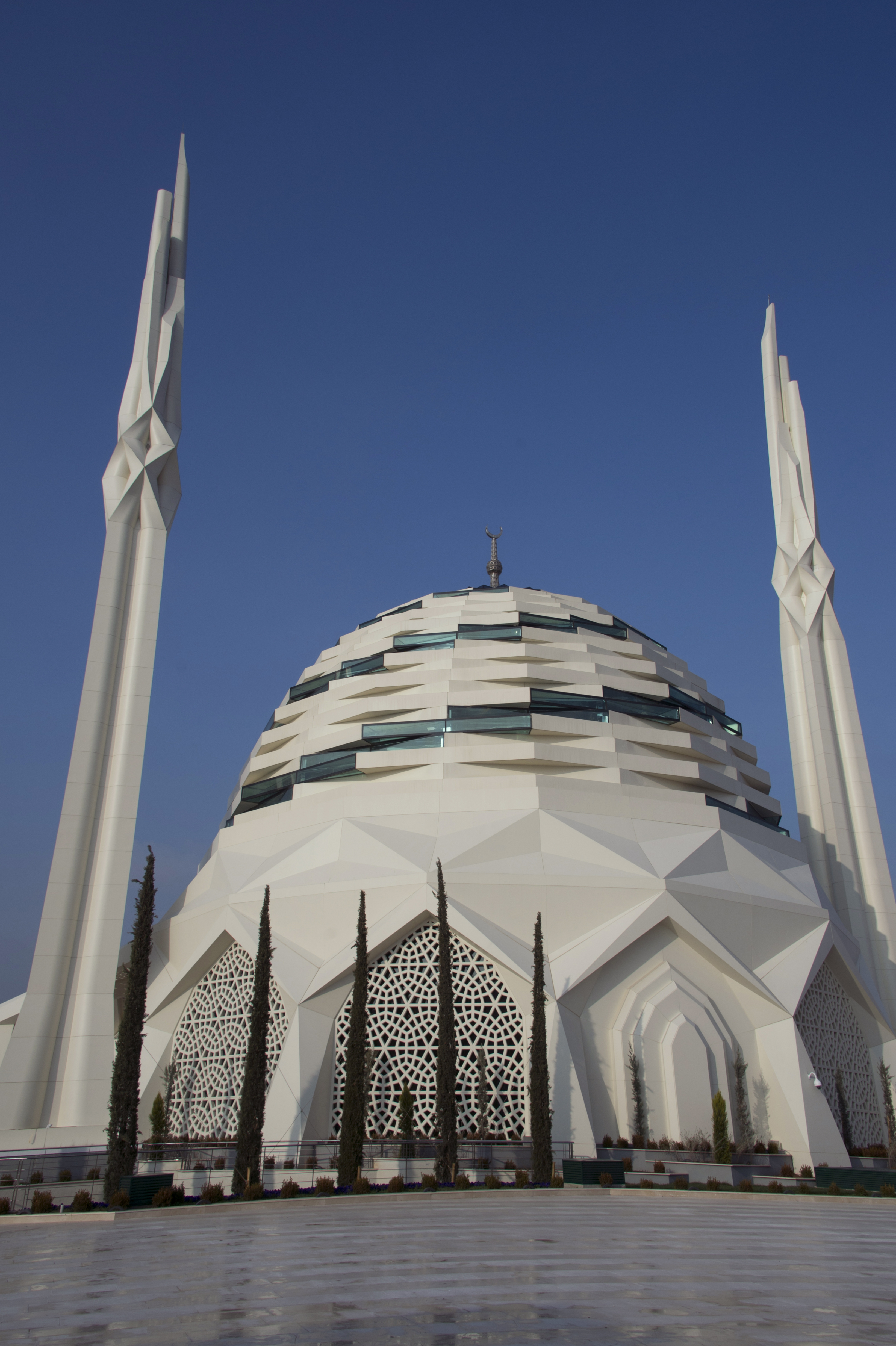
Екстер’єр мечеті теологічного факультету університету Мармара у 2015 році
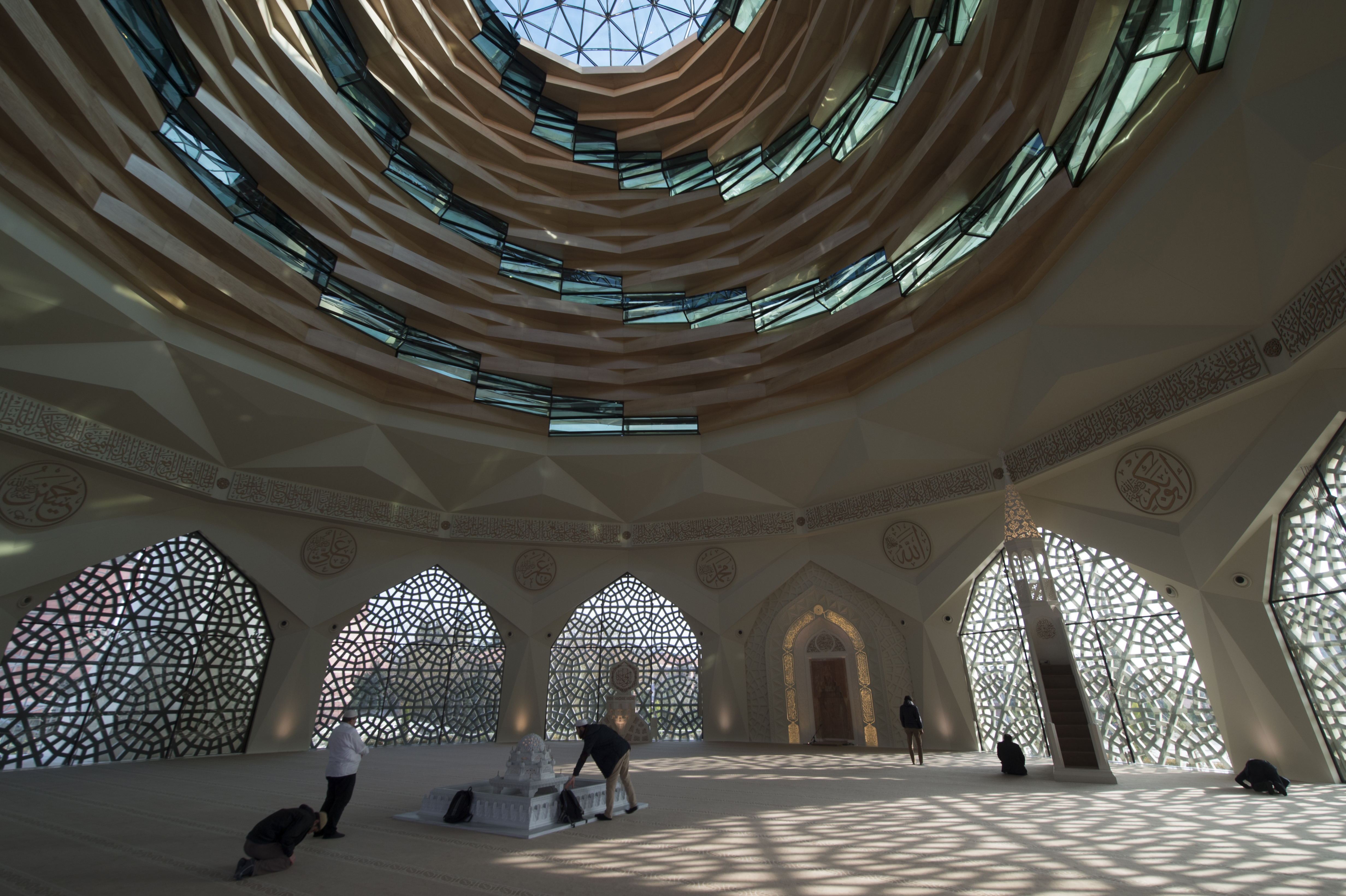
Інтер’єр мечеті теологічного факультету університету Мармара у 2015 році
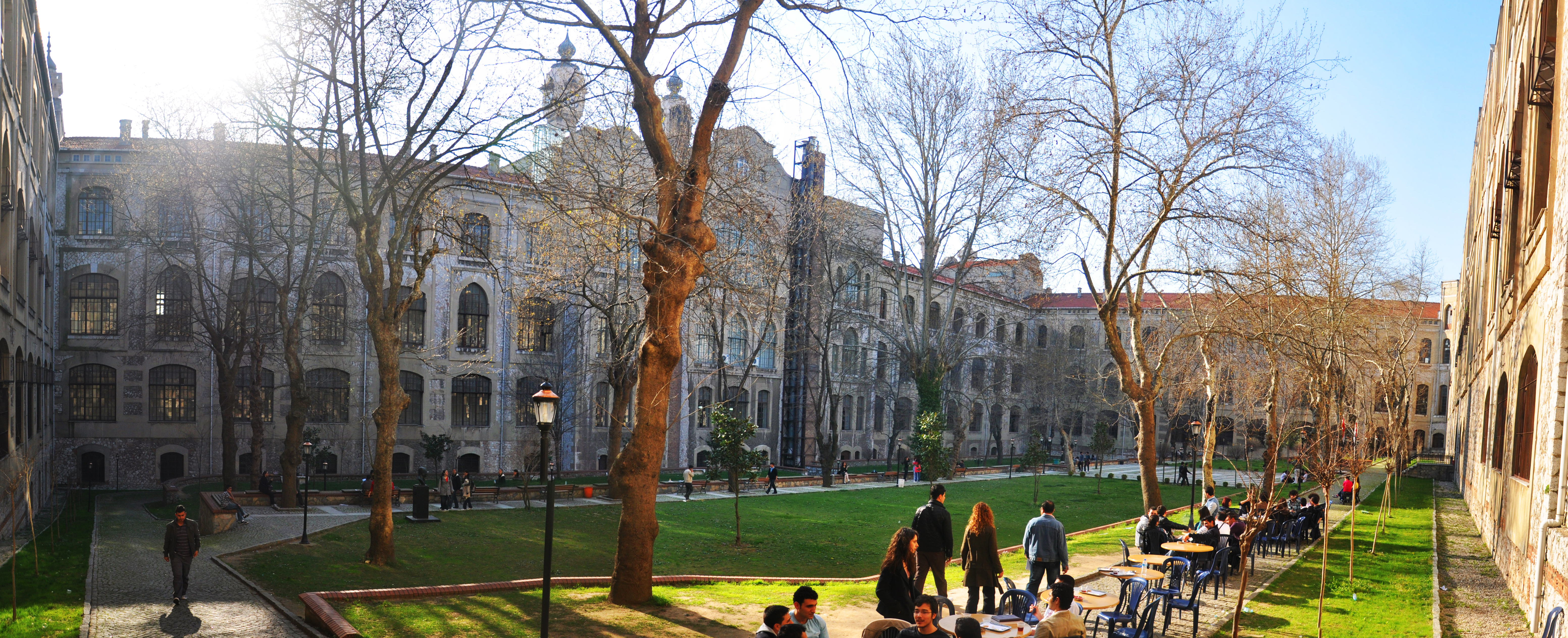
Кампус університету Мармара в районі Хайдарпаша всередині.

## Відомі випускники
- Реджеп Тайїп Ердоган  — чинний президент Туреччини;
- Мераль Акшенер — очільниця «Хорошої партії» (закінчила аспірантуру в Інституті соціальних наук Університету Мармара);
- Бурак Озчивіт — актор, відомий ролями Балі-бея в серіалі «Величне століття. Роксолана» та Кямрана в серіалі «Корольок — пташка співоча»;
- Мехмет Гюнсюр — актор, відомий роллю шехзаде Мустафи в серіалі «Величне століття. Роксолана»;
- Каан Урганджиоглу — актор, відомий ролями Илґаза в серіалі «Вирок» та Еміра в серіалі «Нескінченне кохання».